# Calcata
Calcata (Cargàta in dialetto locale) è un comune italiano di 901 abitanti della provincia di Viterbo nel Lazio.

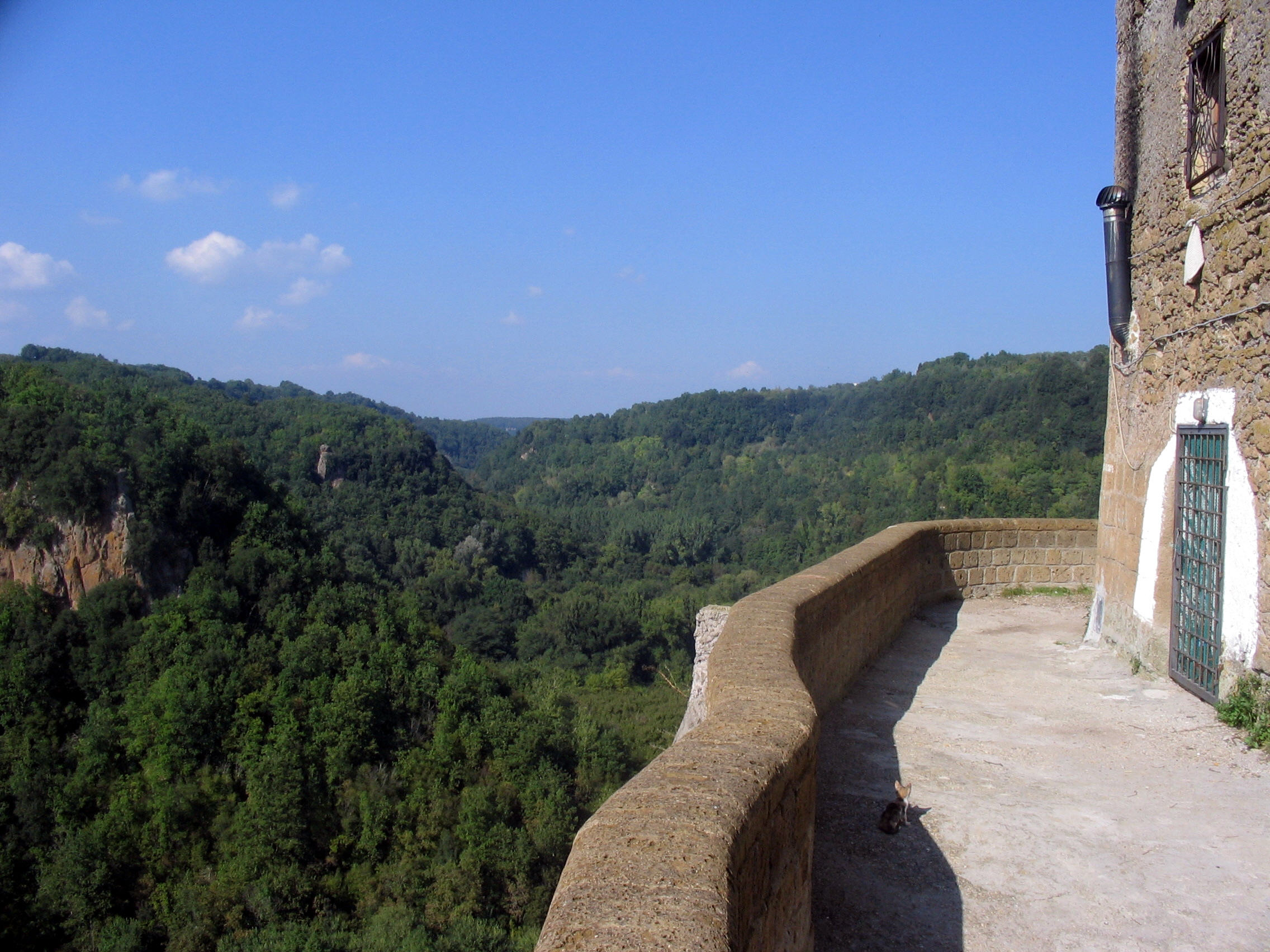
Vista sulla valle

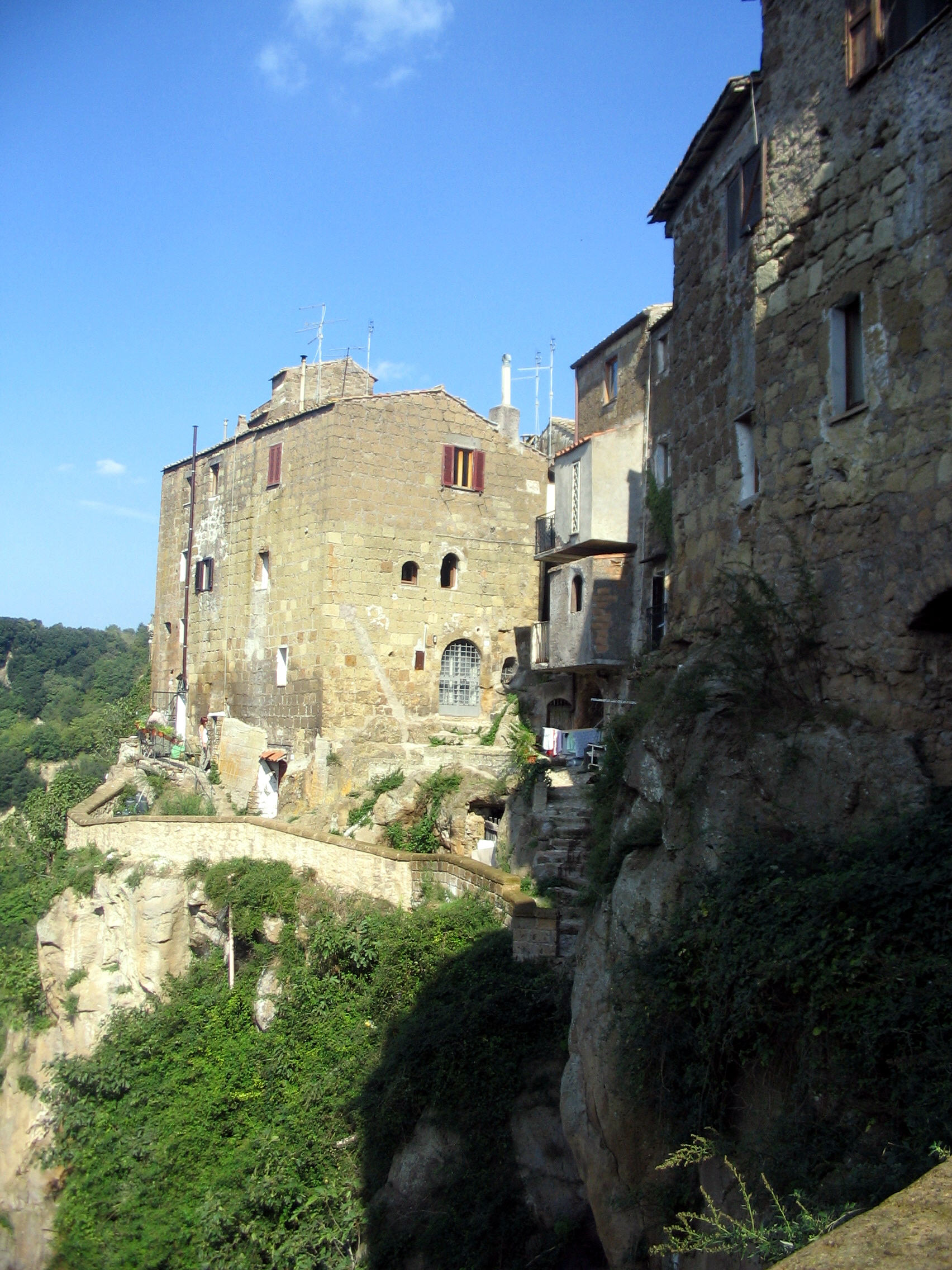
Case sulla rupe

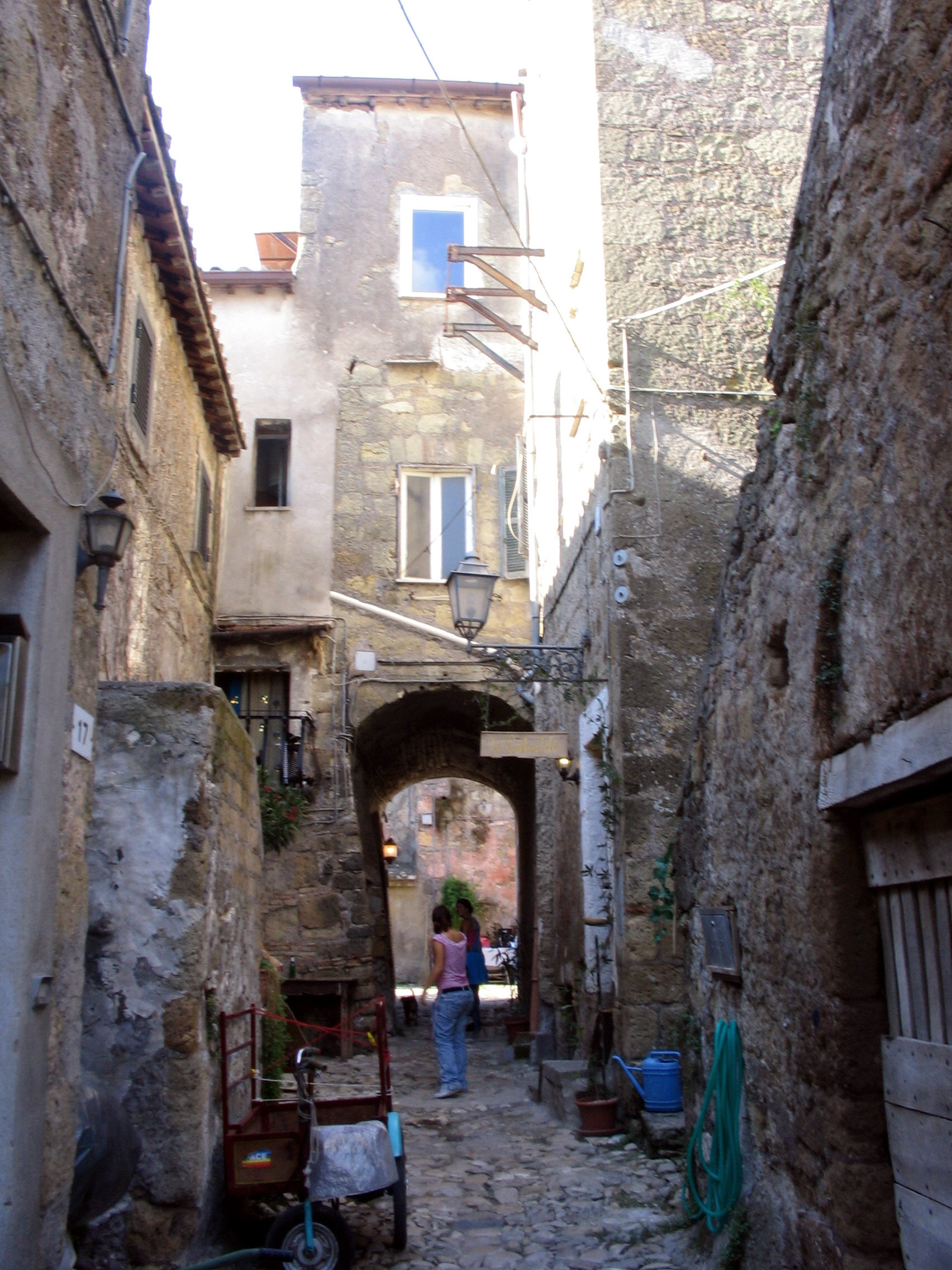
Vicolo

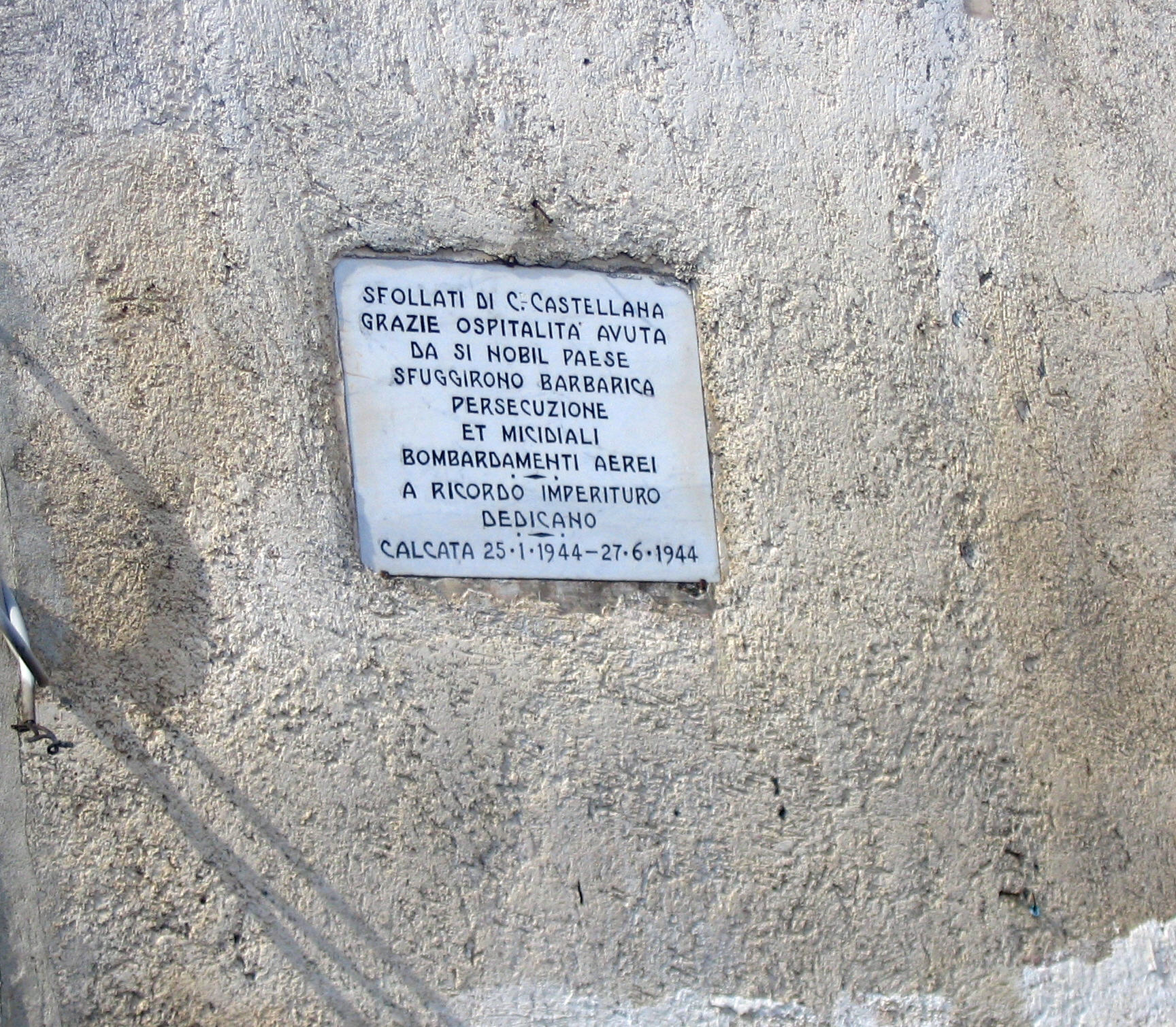
Sfollati dai bombardamenti del 1944

## Geografia fisica

### Territorio
Il territorio di Calcata, che si sviluppa lungo l'asse nord-sud, è prevalentemente collinoso, con altitudini mediamente intorno ai 200 metri (Pizzo Piede 223 m., Narce 200 m., Calcata 217 m., Cerasolo 176 m.), che non superano i 254,8 m. di Monte li Frati nella parte più meridionale del territorio comunale. Le alture tufacee sono separate da profonde forre dove scorrono corsi d'acqua a carattere torrentizio, come il Treja, il Fosso della Moia di Magliano, il Fosso della Selva.
Il centro storico è arroccato su un pianoro di tufo che guarda alla valle del Treja (Paleotevere).

### Clima
- Classificazione climatica: zona D, 1727 GG

## Storia
Nelle memorie di Mastro Titta boia dello Stato Pontificio, nel 1801 è riportata la condanna alla forca e allo squartamento del Bargello di Calcata e delle due guardie (birri) Giacomo D’Andrea e Giuseppe Sfreddi, accusati di grassazione per un fatto accaduto a Baccano, nel territorio di Calcata. La macabra esecuzione avvenne pubblicamente a piazza del Popolo a Roma.
Durante il periodo della resistenza al nazifascismo, a Calcata venne ucciso dai soldati nazifascisti, il 20 novembre 1943 Giuseppe Gasperini nato nel 1906:
(Archivio di Stato di Viterbo – Fondo Questura B 558)
Il 9 gennaio 1944 venne ucciso dai nazifascisti Filippo Tremanti di 78 anni:
(Archivio di Stato di Viterbo – Fondo Questura B 558)
Nel comune di Calcata durante la resistenza è stata operativa la Banda partigiana Faleria – Calcata riconosciuta dalla commissione Regionale del Lazio 08/01/1949, come partigiana autonoma

## Monumenti e luoghi d'interesse

### Architetture medievali
- Il paese vecchio di Calcata si erge su uno sperone tufaceo sulla valle del Treja: al borgo si accede dall'unica porta che si apre sulle mura.
- La chiesa del Santissimo Nome di Gesù si trova nel paese vecchio. La sua struttura risale al XIV secolo, ma è stata ristrutturata nel 1793 per volere della famiglia dei Sinibaldi. Nella chiesa, costituita da un'unica navata e con il soffitto a capriate, sono conservati un fonte battesimale, un'acquasantiera del XVI secolo e un tabernacolo a muro. Dietro l'altare si trova una serie di pitture che rappresenta storie del Cristo.

### Siti archeologici
- Di fronte al centro storico di Calcata, su di un pianoro tufaceo, è l'area archeologica di Narce, toponimo moderno dato a un insediamento i cui resti risalgono dall'epoca preistorica sino a quella arcaica[12]. Il sito è accessibile dal percorso detto "piegaru", che viene dal fondovalle dove scorrono il fiume Treja e il torrente Rio. I reperti archeologici sono visibili nel museo virtuale archeologico MAVNA[13], nel comune di Mazzano Romano.
- Vicino a Calcata si trovano i resti del tempio arcaico di Monte Li Santi.

## Ambiente e territorio

### Aree naturali
- Dal paese si può accedere a diversi percorsi naturalistici, a piedi o a cavallo, che attraversano il Parco regionale Valle del Treja.

### Itinerari
Il comune di Calcata è parte dell'Itinerario delle forre etrusche e della Valle del Tevere, all'interno del progetto del Sistema delle Aree Protette della Regione Lazio Le Strade dei Parchi. Questo itinerario percorre i paesaggi fluviali e i caratteristici borghi del Lazio a nord di Roma, affacciati sulla Valle del Tevere. È composto da 4 tappe:
- da Settevene a Calcata[16];
- da Calcata a Sant'Oreste[17];
- da Sant'Oreste a Torrita Tiberina[18];
- da Torrita Tiberina a Civitella San Paolo[19].

## Società

### Evoluzione demografica
Abitanti censiti

### Etnie e minoranze straniere
Secondo i dati ISTAT, al 31 dicembre 2015 la popolazione straniera residente era di 90 persone. La nazione di origine maggiormente rappresentata era la Romania (32 = 3,49%).

### Tradizioni e folclore
Il santo prepuzio
Secondo le leggende a Calcata, nel 1527 fu catturato un lanzichenecco che aveva preso parte al sacco di Roma e depredato il Sancta sanctorum di San Giovanni in Laterano. Imprigionato nel paese, avrebbe nascosto il reliquiario contenente il Santo prepuzio nella sua cella, dove sarebbe stato scoperto nel 1557. Da allora la chiesa iniziò a venerare la reliquia, concedendo ai pellegrini un'indulgenza di dieci anni.

## Cultura

### Istruzione

#### Musei
- Opera Bosco Museo di Arte nella Natura: museo-laboratorio sperimentale all'aperto di arte contemporanea. Il museo, inaugurato nel 1996, fa parte del MUSART, il sistema museale tematico storico-artistico della Regione Lazio. Opera Bosco si estende su due ettari di bosco nella forra della Valle del Treja, un percorso che coniuga arte ed ecologia, essendo le opere realizzate con i materiali grezzi del bosco. È stato premiato con Menzione Speciale nell'ambito del Premio Paesaggio del Consiglio d'Europa negli anni 2011, 2013 e 2015.[24]
- I Luoghi della S/Cultura pause d'arte sul Sentiero Ceciuli: 7 opere scultoree in tre pietre del Lazio, installate permanentemente nel 2013 lungo il Percorso naturalistico, promosso dal Comune di Calcata, L'Accademia di Belle Arti di Roma[25] Corso di Scultura Ambientale e Lapis Tiburtinus[26], il Parco Naturale Regionale Valle del Treja, l'Associazione Culturale Il Granarone.

### Cinema
- Nel paese di Calcata è stata girata la scena della distruzione del paesello nel film Amici miei (1975).
- Nel 1978 la stessa piazza è stata il set per alcune scene nel film La mazzetta di Sergio Corbucci, con Nino Manfredi e Ugo Tognazzi. Nello stesso anno, Calcata è stata scelta come location per le scene riguardanti l'immaginario paese di Cioci per il film Scherzi da prete, con Pippo Franco, Bombolo e Oreste Lionello nei ruoli di alcuni abitanti. Sempre nel 1978 vi furono girate alcune scene de "la soldatessa alle grandi manovre" di Nando Cicero, con Renzo Montagnani, Edwige Fenech e Lino Banfi.
- Nel 1983 è stato citato (per circa trenta secondi) nel film di Andrej Tarkovskij Nostalghia.
- Nel 1997 il borgo è stato il set del film Ardena di Luca Barbareschi, interpretato dallo stesso regista e da Lucrezia Lante della Rovere.
- Nel 1980 fu girato un video del brano Una storia sbagliata dal cantautore Fabrizio De André[27]
- Alcune scene de Il tredicesimo apostolo sono state girate a Calcata.
- Nel 1982 si girarono a Calcata alcune scene del film Sbirulino, con il famoso personaggio interpretato da Sandra Mondaini.

### Musica
- Storia della musica di Calcata[28]

- La Ballata di Calcata[29] è una canzone dedicata a Calcata[30][31]

## Infrastrutture e trasporti

### Strade
Calcata è collegata a Faleria tramite la Strada Provinciale 79 Calcatese.

## Economia
Di seguito la tabella storica elaborata dall'Istat a tema Unità locali, intesa come numero di imprese attive, e addetti, intesi come numero addetti delle unità locali delle imprese attive (valori medi annui).
|         | 2015                  |                              |                            |                |                       |                     | 2014                  |                | 2013                  |                |
| ------- | --------------------- | ---------------------------- | -------------------------- | -------------- | --------------------- | ------------------- | --------------------- | -------------- | --------------------- | -------------- |
|         | Numero imprese attive | % Provinciale Imprese attive | % Regionale Imprese attive | Numero addetti | % Provinciale Addetti | % Regionale Addetti | Numero imprese attive | Numero addetti | Numero imprese attive | Numero addetti |
| Calcata | 40                    | 0,17%                        | 0,01%                      | 62             | 0,1%                  | 0,004%              | 48                    | 66             | 50                    | 67             |
| Viterbo | 23.371                |                              | 5,13%                      | 59.399         |                       | 3,86%               | 23.658                | 59.741         | 24.131                | 61.493         |
| Lazio   | 455.591               |                              |                            | 1.539.359      |                       |                     | 457.686               | 1.510.459      | 464.094               | 1.525.471      |

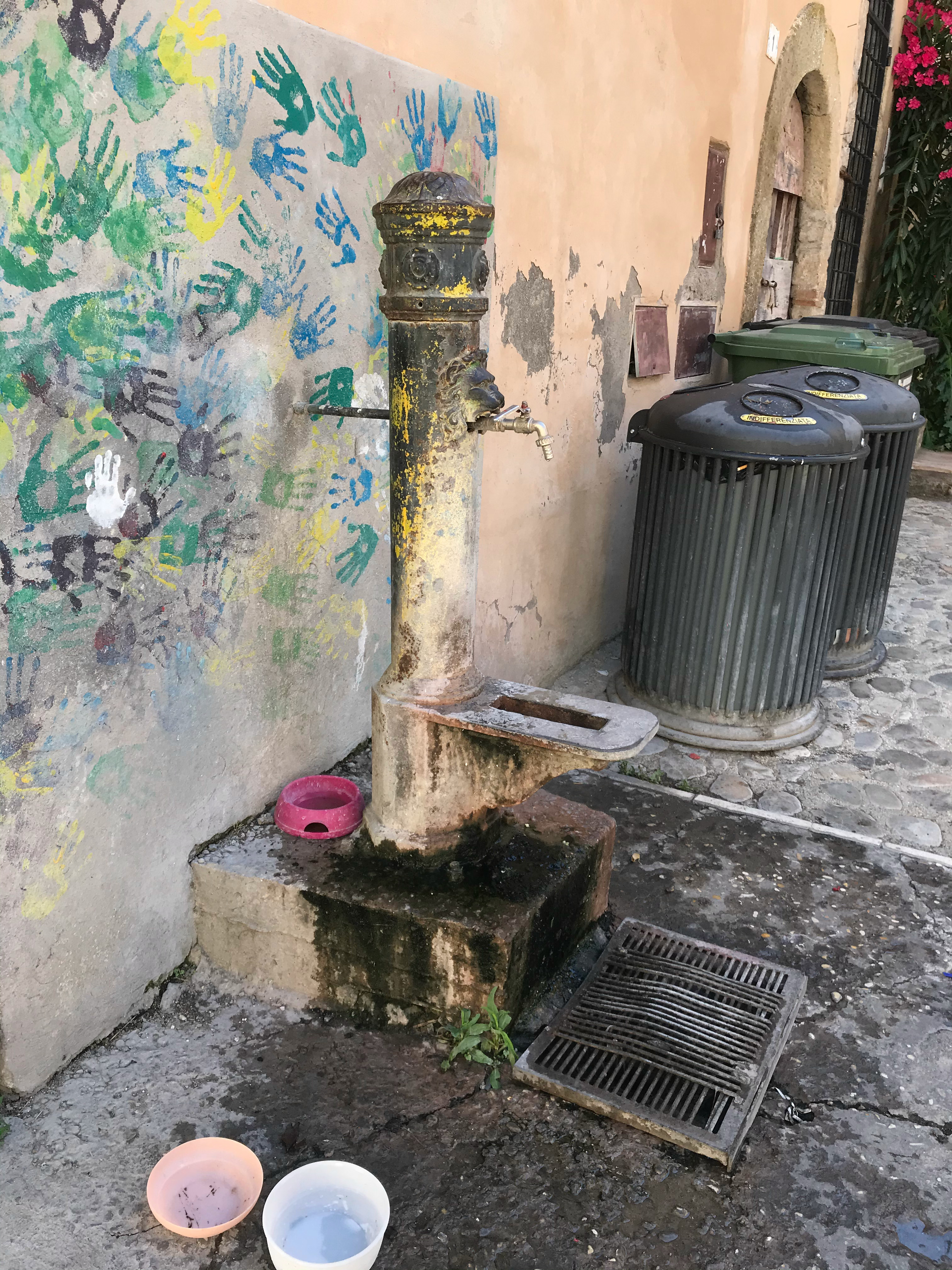
Murale nel centro storico di Calcata

Nel 2015 le 40 imprese operanti nel territorio comunale, che rappresentavano lo 0,17% del totale provinciale (23.371 imprese attive), hanno occupato 62 addetti, lo 0,1% del dato provinciale (59.399 addetti); in media, ogni impresa nel 2015 ha occupato una persona (1,55).

## Amministrazione
Nel 1927, a seguito del riordino delle circoscrizioni provinciali stabilito dal regio decreto n. 1 del 2 gennaio 1927, per volontà del governo fascista, quando venne istituita la provincia di Viterbo, Calcata passò dalla provincia di Roma a quella di Viterbo.